# سهراب میرسپاسی
سهراب میرسپاسی (زاده ۱۳۳۵ - سمنان) تدوین‌گر  و مدرس اهل ایران است.وی هم اکنون در برخی از دانشگاه های کشور رشته سینما را تدریس می کند.

## زندگینامه هنری
سهراب میرسپاسی فارغ التحصیل از مدرسه عالی تلویزیون و سینما در گرایش تدوین از سال ۱۳۵۵ تا ۱۳۸۱ به عنوان تدوینگر در سازمان صدا و سیما مشغول به فعالیت بوده وی تدوین بیش از ۳۰ هزار دقیقه انواع فیلم های تلویزیونی، تدوین بیش از ۴۰ فیلم سینمایی و  صداگذاری ۲ فیلم سینمایی و چندین فیلم مستند و کوتاه را تا کنون برعهده داشته است. داوری دهمین جشنواره فیلم دفاع مقدس، داوری چهارمین جشنواره سراسری ادبی فرهنگی هنری تولدی نو، داوری سه دوره متوالی جشن خانه سینما و تدریس در مراکز مختلف از دیگر فعالیتهای او به شمار می رود. او هم اکنون در چند دانشگاه کشور در زمینه سینما مشغول تدریس است و مدیر گروه رشته تدوین دانشگاه علمی کاربردی واحد ۴۶ را بر عهده دارد.

## تدوین در سینما
- چشم های بارانی / شانه دوست (۱۳۹۰)
- کریستال (فیلم)  (۱۳۸۸)
- چهره به چهره (فیلم ۱۳۸۷)
- نطفه شوم (۱۳۸۷)
- طبل بزرگ زیر پای چپ (۱۳۸۳)
- خیمه سبز (۱۳۸۱)
- مشت بر پوست (۱۳۸۱)
- آب (۱۳۸۰)
- مه بانو (۱۳۸۰)
- ازدواج غیابی (۱۳۷۹)
- بادام‌های تلخ (۱۳۷۸)
- شیرهای جوان (۱۳۷۸)
- غاز مهاجر (۱۳۷۸)
- معصوم (فیلم) (۱۳۷۷)
- بید و باد (۱۳۷۷)
- پرواز روح (۱۳۷۶)
- یاسهای وحشی (۱۳۷۶)
- متهم (۱۳۷۵)
- سکوت کوهستان (۱۳۷۴)
- فردا روز دیگری است (۱۳۷۴)
- انتهای قدرت (۱۳۷۳)
- کوچه و موزه (۱۳۷۳)
- سپیدیال (۱۳۷۲)
- باز باران (۱۳۷۱)
- سوءظن (۱۳۷۱)
- آقای بخشدار (۱۳۷۰)
- به خاطر همه چیز (۱۳۶۹)
- راز کوکب (۱۳۶۸)
- گودال (فیلم ۱۳۶۵) (۱۳۶۵)

## صداگذار و میکس  در سینما
- سپیدیال (۱۳۷۲)
- باز باران (۱۳۷۱)
- آقای بخشدار (۱۳۷۰)

## جشنواره‌ها
- برنده تندیس بهترین تدوین برای فیلم تلویزیونی  چتری برای کارگردان از جشنواره صدا سیما - ۱۳۸۱
- کاندیدای بهترین تدوین (طبل بزرگ زیر پای چپ) از نهمین دوره جشن خانه سینما - ۱۳۸۴
- برنده دیپلم افتخار مستند معماری ایران